# Froid (Montana)
Froid – miasto w Stanach Zjednoczonych, w stanie Montana, w hrabstwie Roosevelt.